# Arcos de Jalón
Arcos de Jalón és un municipi ubicat a la província de Sòria, dins la comunitat autònoma de Castella i Lleó. Dins del territori municipal hi ha una sèrie de localitats que van perdre el seu ajuntament durant els anys 80: Iruecha, Chaorna, Judes, Layna, Sagides, Aguilar de Montuenga, Montuenga de Soria, Somaén, Utrilla, Jubera, Velilla i Urex. Limita amb els municipis de Medinaceli, Santa María de Huerta, Monteagudo de las Vicarías i Almaluez. Una de les particularitats d'aquest municipi sorià és la recent declaració del lloc d'importància comunitària (LIC) de "Los Sabinares del Jalón". Es tracta de l'extensió forestal de Juniperus thurifera més gran d'Europa.

## Administració
| Període      | Nom de l'alcalde/-essa       | Partit polític | Data de possessió |
| ------------ | ---------------------------- | -------------- | ----------------- |
| 1979 - 1983  |                              |                | 19/04/1979        |
| 1983 - 1987  |                              |                | 28/05/1983        |
| 1987 - 1991  |                              |                | 30/06/1987        |
| 1991 - 1995  |                              |                | 15/06/1991        |
| 1995 - 1999  |                              |                | 17/06/1995        |
| 1999 - 2003  |                              |                | 03/07/1999        |
| 2003 - 2007  | Jesús Ángel Peregrina Molina | PP             | 14/06/2003        |
| 2007 - 2011  | Jesús Ángel Peregrina Molina | PP             | 16/06/2007        |
| 2011 - 2015  | n/d                          | n/d            | 11/06/2011        |
| 2015 - 2019  | n/d                          | n/d            | 13/06/2015        |
| 2019 - 2023  | n/d                          | n/d            | 15/06/2019        |
| Des del 2023 | n/d                          | n/d            | 17/06/2023        |